# Saludo de agua

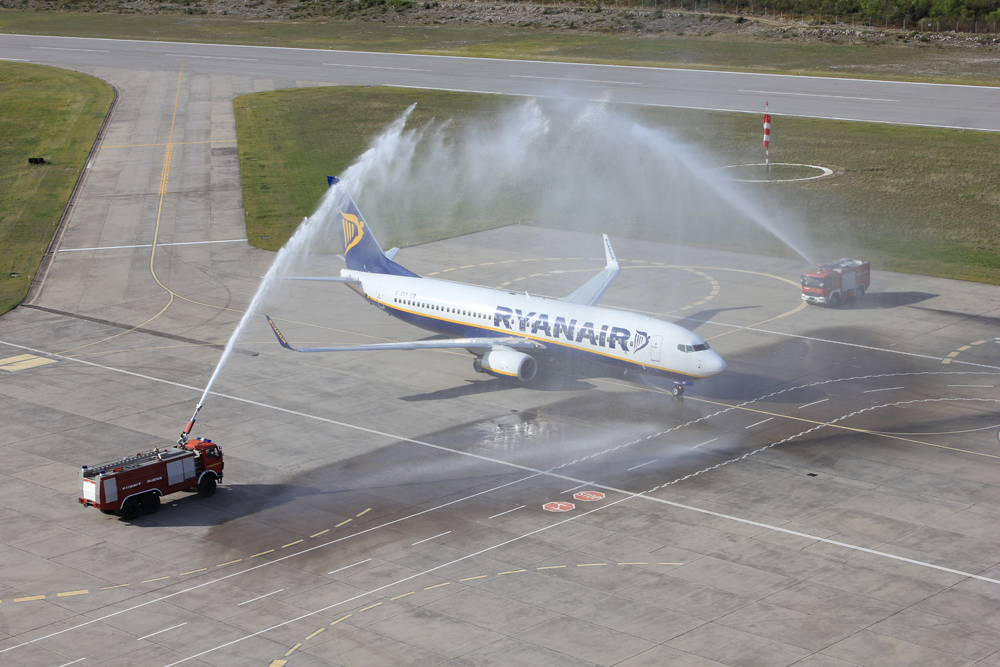
Saludo acuático para el primer vuelo de Ryanair al aeropuerto de Rijeka en 2011

Un saludo de agua es un saludo ceremonial que consiste en que el avión del piloto pasa por debajo de los dos arcos de agua. Tradicionalmente de la marina y la aeronáutica es originalmente un tributo al lanzamiento o al final de la vida de un barco, a los pilotos retirados o controladores de tráfico aéreo, al vuelo inaugural de un avión, a la apertura de una nueva aerolínea o los últimos vuelos de ciertos aviones cuando llegan a la pista.
Los saludos de agua se han utilizado para marcar el retiro de un piloto senior o controlador de tráfico aéreo, el primer o último vuelo de una aerolínea a un aeropuerto, el primer o último vuelo de un tipo de aeronave u otros eventos notables. Cuando el Concorde realizó su último vuelo desde el Aeropuerto Internacional John F. Kennedy, se utilizaron plumas de color azul, blanco y rojo. El presidente de Estados Unidos, Donald Trump, recibió un saludo de agua en su primera salida del aeropuerto LaGuardia después de ganar las elecciones presidenciales en 2016.

## Historia
El saludo de agua probablemente tiene sus raíces en la tradición, para remolcadores costeros o de bomberos, proyectar chorros de agua por encima o botar de un barco o al final de su vida.
No se conoce con precisión el primer homenaje de este tipo en la industria de la aviación, pero esta práctica se popularizó en la década de 1990 cuando los bomberos del Aeropuerto Internacional de Salt Lake City saludaron a los pilotos de Delta Air Lines de esta manera jubilarse.

## Algunos saludos
Para el último vuelo comercial de Concorde el 24 de octubre de 2003, un saludo de agua formado por chorros rojo blanco azul se realizó en la pista del Aeropuerto Internacional John F. Kennedy de Nueva York.
El 16 de julio de 2018, El plano de la selección nacional francesa de fútbol, ganador del campeonato número 21 de la Copa Mundial de Fútbol de 2018 en Rusia, fue recibido en el aeropuerto de Roissy-Charles-de-Gaulle por los bomberos que les ofrecen un saludo agua con sus mangueras contra incendios a toda velocidad.